# Mark Hall
Mark John Hall (11 de enero de 1997) es un deportista estadounidense que compite en lucha libre. En los Juegos Panamericanos de 2023 obtuvo una medalla de plata en la categoría de 86 kg.

## Palmarés internacional
| Juegos Panamericanos | Juegos Panamericanos | Juegos Panamericanos | Juegos Panamericanos |
| Año                  | Lugar                | Medalla              | Categoría            |
| -------------------- | -------------------- | -------------------- | -------------------- |
| 2023                 | Santiago (Chile)     | Medalla de plata     | 86 kg                |